# Cathédrale de Bertinoro
La cathédrale de Bertinoro est une église catholique romaine de Bertinoro, en Italie. Il s'agit d'une cocathédrale du diocèse de Forlì-Bertinoro.